# نگهبان سلطنتی
نگهبان سلطنتی اسم رمز برنامه نظارتی ستاد ارتباطات دولت بریتانیا (GCHQ) برای نظارت بر سیستم‌های رزرو هتل‌های مشخصی در سراسر جهان است.
تحت این برنامه، آژانس‌های امنیتی ستاد ارتباطات دولت بریتانیا از یک سیستم نظارتی خودکار برای نفوذ به سیستم رزروهای کامپیوتری حداقل ۳۵۰ هتل لوکس در بسیاری از نقاط جهان استفاده می‌کند. دیگر برنامه‌های نظارتی شامل شنود تلفن‌های ثابت، دستگاه‌های دورنگار و همچنین کامپیوترهای شبکه هتل‌های مورد نظر می‌شوند.